# Chisako Kakehi
Chisako Kakehi (Yahata, 28 novembre 1946 – Osaka, 26 dicembre 2024) è stata una serial killer giapponese, accusata dell'omicidio di tre uomini, tra i quali suo marito, e del tentato omicidio di un quarto. Fu anche sospettata per la morte di altre 7 persone.

## Biografia
Kakehi fu arrestata nel 2014, dopo che un'autopsia sul suo quarto marito, Isao Kakehi, rivelò tracce di avvelenamento da cianuro.
Inizialmente la donna si dichiarò non colpevole, ma successivamente, durante il suo processo nel 2017 confessò i reati commessi, affermando di non aver intenzione di nascondere ciò che aveva fatto, e che volle uccidere il marito per il profondo odio provato verso di lui. Tuttavia, due giorni dopo non confermò questa dichiarazione, dicendo di non ricordare di aver detto nulla di simile. I suoi avvocati dichiararono successivamente che la donna soffriva di demenza, e che non poteva essere accusata data la sua non imputabilità.
Nel novembre del 2017 la corte di Kyoto confermò il fatto che Kakehi soffrisse di demenza dal 2015, ma ritenne che la donna fosse in grado di difendersi durante il processo, in quanto i sintomi non erano gravi e l'avanzamento della malattia era lento.

## Vittime
Tra il 2007 ed il 2013 uccise tre uomini, e tentò di uccidere un quarto, Toshiaki Suehiro (79 anni).
1. Isao Kakehi- 75 anni
2. Masanori Honda - 71 anni
3. Minoru Hioki - 75 anni